# Black & White 2: Battle of the Gods
Black & White 2: Battle of the Gods es un paquete de expansión para el videojuego Black & White 2 de Lionhead Studios, en el cual el jugador lucha contra un dios enemigo por primera vez. La expansión añade varios milagros adicionales al juego, incluyendo la habilidad de resucitar ciudadanos muertos o convertir cuerpos en muertos vivientes. Dos criaturas adicionales se añadieron al juego, pero ninguna era nueva en la serie: la tortuga, que se vio en el Black & White original, y el tigre, de la Collector's Edition de Black & White 2.

## Jugabilidad
La expansión tiene la misma mecánica que Black & White 2, añadiendo dos nuevos edificios, la herrería y el hospital, y cuatro nuevos milagros:
- Lava: ocasiona que lava salga de la tierra y arrase con todo a su paso.
- Vida: cuando este milagro es activado sobre ciudadanos muertos, los revive. Por otro lado, si se activa sobre los no-muertos, los destruye.
- Muerte: otorga al jugador un ejército temporal de esqueletos cuerpo a cuerpo. Si se activa sobre un área poblada, matará a todos los seres vivos y los convertirá en esqueletos.
- Frondoso: al activarse, producirá animales a partir de personas, guerreros o de la nada.

## Recepción
Las críticas al juego han sido muy mixtas, produciendo un puntaje de 69 en MetaCritic. Muchas personas sienten que la expansión no aportó ninguna novedad a la serie, y la falta de nuevos contenidos causó una irritación considerable entre los seguidores del juego. IGN puntuó al juego con un 7.0, indicando que este provee un poco más de emoción y personalidad que su antecesor. GameSpot le dio un 7.2, mencionando que, aunque provee nuevos niveles y habilidades, es "sólo más de lo mismo".